# Сосін Микола Федорович
Сосін Микола Федорович — Герой Радянського Союзу.

## Біографія
Народився 7 лютого 1903 року в селі Великий Карай Романівського району Саратовської області. Був призваний в Червону Армію в 1925—1927 роках і в 1941 році. Учасник Великої Вітчизняної війни на Південно-Західному, Північно-Кавказькому, Південному і 4-му Українському фронтах. 13 жовтня 1943 радянські війська дійшли до Мелітополя. Противник організовував контратаки. 19 жовтня полк, в якому служив Сосін, опинився під загрозою оточення противником. Загін Сосина отримав завдання замінувати один з можливих напрямків атаки німецьких солдатів. Поставлена задача була виконана. Кілька танків противника підірвалися на розставлених мінах. 2 танка Сосин знищив мінами сам. Загроза оточення була ліквідована. Указом Президії Верховної Ради СРСР від 1 листопада 1943 «за мужність і героїзм, проявлені в боях» присвоєно звання Героя Радянського Союзу з врученням ордена Леніна і медалі «Золота Зірка». Помер 9 березня 1977.
Пам'ять Меморіальна дошка на згадку про Сосін встановлена Російським військово-історичним товариством на будівлі Большекарайской середньої школи, де він навчався.
Нагороди Орден Леніна Медаль «Золота Зірка»